# Nacido de hombre y mujer
«Nacido de hombre y mujer» (título original en inglés Born of Man and Woman) es una historia corta de horror de Richard Matheson. Fue publicada en 1950 en la revista The Magazine of Fantasy & Science Fiction.
En 1954, el relato fue publicado en Born of Man and Woman, primera colección de cuentos de Matheson, junto a otros dieciséis relatos del autor. En 1955, Bantam Books publicó una edición con el título Third from the Sun, en la que se eliminaron cuatro historias.

## Argumento
Esta historia está escrita en forma de diario por un niño deforme de ocho años a quien sus padres mantienen encadenado en el sótano. Sin embargo, es capaz de liberarse de su cadena atada a la pared, y observar el exterior por una pequeña ventana. Una vez escucha risas, y sube a averiguar el motivo de estas, pero sus padres lo ven y lo golpean. En otra ocasión, observa por la ventana a unos niños jugando. Uno de ellos lo ve y de castigo su madre lo golpea con un palo hasta provocarle una hemorragia. En el último incidente, su hermana menor entra al sótano con su gato. El niño se esconde detrás de un montón de carbón, pero la mascota lo ataca. Obligado a defenderse, mata al animal. Tiempo después, el padre vuelve a encadenarlo y a golpearlo pero, esta vez, es distinto: se da cuenta de que puede arrancar la cadena y de que puede defenderse, y este nos explica que en caso de que sus padres vuelvan a golpearlo, él les hará lo mismo que al gato y que, además, gritará y aullará y trepará los muros con todas sus piernas, embarrando de fluido verde las paredes, dando a entender finalmente que el niño es un monstruo mutante de aspecto no humano.